# Anna Mabel Dashwood
Anna Mabel Dashwood (Buenos Aires, 13 de abril de 1889 - Inglaterra, 30 de mayo de 1967) fue una tenista argentina que fue finalista dos veces consecutivas del Campeonato del Río de la Plata en individuales.
En 1912 fue derrotada en la final por Dorothy W. Boadle por 6-0 y 6-1.
En 1913 fue derrotada en la final por M. Fowler por 10-8, 3-6 y 6-3.